# 大阪電気軌道デワボ151形電車
大阪電気軌道デワボ151形電車（おおさかでんききどうデワボ151がたでんしゃ）は、大手私鉄・近畿日本鉄道（近鉄）の前身である大阪電気軌道（大軌）が、1921年に製作した有蓋電動貨車である。のち近鉄に引き継がれ、近鉄モワ800形となったが、新造や合併による引継の旅客車と番号の重複を避けるため（大軌時代を含め）4度も改番を行い、最終的にはモワ10形（初代）となった。

## 概要
1921年4月にデワボ154・155、翌1922年8月にデワボ159・160の計4両が藤永田造船所で製造された。無蓋電動貨車デトボ151形との通しの番号となっており、形式内の番号は連続していない。

## 車体
全長11,654mm、最大幅2,463mmの木造車体であり、中央に窓のない両開き扉があり両端に乗務員室を設け、いずれも3枚の窓を設けた非貫通構造の妻面を備える。前照灯は妻面幕板中央に灯具を取り付けている。乗務員室扉部を除き側面には窓がない点が大きな特徴である。妻面については多少カーブしており幕板はない。またアンチクライマーを装備しており、車体下部にはトラス棒が取りつけられている。

## 主要機器
主電動機は78kWのゼネラル・エレクトリック(GE)社製GE-240A形2基搭載とされた。制御器は間接非自動式のGE社製を搭載している。台車はボールドウィン社製BW-76-18K、ブレーキについてはGE社製非常弁付き直通ブレーキを装備している。

## 改番・廃車
デボ61形が増備されてくると、100番台の電動貨車は車番の重複が考えられたことから改番を行うととした。このため、1923年12月10日付で本形式はデワボ800形に改番された。
デワボ151形デワボ154・155・159・160 → デワボ800形デワボ801 - 804
1942年の称号改正では番号はそのまま、記号をデワボ→モワに変更している。
その後、1950年4月に本形式は再度改番を実施した。これによりモワ900形となった。
モワ800形モワ801 - 804 → モワ900形モワ901 - 904
その後、更に900系の登場を控え1956年9月2日付で3度目の改番を行い、モワ100形となっている
モワ900形モワ901 - 904 → モワ100形モワ101 - 104
その後、1963年9月21日付で三重電気鉄道との合併に絡み100番台の番号をナロー車両に明け渡してモワ10形（初代）となった。
モワ100形モワ101 - 104 → モワ10形モワ11 - 14
その後製造以来45年が経過し老朽化が進行していたこともあり、1500V昇圧工事完成の時点で全車廃車の方針となり、1969年9月21日の昇圧時に休車の後、同年11月7日付で廃車された。なお、廃車までブレーキは非常弁付き直通ブレーキのままであった。